# Campeonato Mundial de Corta-Mato de 2019
O 43º Campeonato Mundial de Corta-Mato de 2019 foi realizado em Aarhus, na Dinamarca, no dia 30 de março de 2019. Participaram da competição 520 atletas de 63 nacionalidades distribuídos em cinco provas. Todas as provas levaram medalhas na categoria individual e por equipe, exceto a categoria misto que levou medalhas somente no quesito equipe. Na categoria sênior masculino Joshua Cheptegei  de Uganda levou o ouro, e na categoria sênior feminino Hellen Obiri do Quênia levou o ouro. 

## Agenda
Todos os horários são locais (UTC+1). 
| Data        | Hora  | Prova             |
| ----------- | ----- | ----------------- |
| 30 de março | 11:00 | Revezamento misto |
| 30 de março | 11:35 | Feminino júnior   |
| 30 de março | 12:10 | Masculino júnior  |
| 30 de março | 13:00 | Feminino sênior   |
| 30 de março | 14:00 | Masculino sênior  |

## Medalhistas
Esses foram os campeões da competição. 
| Evento                   | Ouro | Ouro  | Prata | Prata | Bronze | Bronze |
| ------------------------ | --- | ----- | --- | ----- | --- | ------ |
| Individual               | |       | |       | |        |
| Masculino sênior (10 km) | Joshua Cheptegei (UGA) | 31:40 | Jacob Kiplimo (UGA) | 31:44 | Geoffrey Kamworor (KEN) | 31:55  |
| Masculino júnior (8 km)  | Milkesa Mengesha (ETH) | 23:52 | Tadese Worku (ETH) | 23:54 | Oscar Chelimo (UGA) | 23:55  |
| Feminino sênior (10 km)  | Hellen Obiri (KEN) | 36:14 | Dera Dida (ETH) | 36:16 | Letesenbet Gidey (ETH) | 36:24  |
| Feminino júnior (6 km)   | Beatrice Chebet (KEN) | 20:50 | Alemitu Tariku (ETH) | 20:50 | Tsigie Gebreselama (ETH) | 20:50  |
| Equipe                   | |       | |       | |        |
| Revezamento misto        | Etiópia- Kebede Endale - Bone Cheluke - Teddese Lemi - Fantu Worku                                                                          | 25:49 | Marrocos- Soufiane El Bakkali - Kaoutar Farkoussi - Abdelaati Iguider - Rababe Arafi                                                                                | 26:22 | Quénia- Conseslus Kipruto - Jarinter Mawia Mwasya - Elijah Motonei Manangoi - Winfred Nzisa Mbithe                                               | 26:29  |
| Masculino sênior         | Uganda- Joshua Cheptegei (1) - Jacob Kiplimo (2) - Thomas Ayeko (7) - Joel Ayeko (10) - Albert Chemutai (12) - Maxwell Rotich (27)          | 20    | Quénia- Geoffrey Kamworor (3) - Rhonex Kipruto (6) - Richard Yator (13) - Rodgers Kwemoi (21) - Amos Kirui (38) - Evans Keitany Kiptum (45)                         | 43    | Etiópia- Selemon Barega (5) - Andamlak Belihu (8) - Abdi Fufa (15) - Mogos Tuemay (18) - Enyew Mekonnen (25) - Bonsa Dida (40)                   | 46     |
| Masculino júnior         | Etiópia- Milkesa Mengesha (1) - Tadese Worku (2) - Tsegay Kidanu (5) - Gebregewergs Teklay (10) - Dinkalem Ayele (11) - Getnet Yetwale (21) | 18    | Uganda- Oscar Chelimo (3) - Hosea Kiplangat (6) - Samuel Kibet (9) - Mathew Job Chekwurui (14) - Dan Chebet (19) - Denis Cherotich (22)                             | 32    | Quénia- Leonard Kipkemoi Bett (4) - Edwin Kiplangat Bett (7) - Samwel Chebolei Masai (8) - Charles Katul Lokir (15) - Cleophas Kandie Meyan (18) | 34     |
| Feminino sênior          | Etiópia- Dera Dida (2) - Letesenbet Gidey (3) - Tsehay Gemechu (6) - Zenebu Fikadu (10) - Fotyen Tesfay (11) - Hawi Feysa (17)              | 21    | Quénia- Hellen Obiri (1) - Beatrice Chepkoech (7) - Eva Cherono (8) - Deborah Samum (9) - Lilian Kasait Rengeruk (12) - Beatrice Chepkemoi Mutai (31)               | 25    | Uganda- Rachael Zena Chebet (4) - Peruth Chemutai (5) - Juliet Chekwel (13) - Esther Chebet (14) - Stella Chesang (21) - Doreen Chesang (63)     | 36     |
| Feminino júnior          | Etiópia- Alemitu Tariku (2) - Tsigie Gebreselama (3) - Girmawit Gebrzihair (5) - Mizan Alem (7) - Wede Kefale (8) - Meselu Berhe (11)       | 17    | Quénia- Beatrice Chebet (1) - Betty Chepkemoi Kibet (6) - Jackline Chepwogen Rotich (9) - Lydia Jeruto Lagat (10) - Mercy Chepkorir Kirarei (12) - Mercy Jerop (13) | 26    | Japão- Ayuka Kazama (14) - Ririka Hironaka (15) - Chika Kosakai (21) - Hazuki Doi (22) - Miku Sakai (29) - Hikari Ohnishi (33)                   | 72     |

## Resultados
Foram disputadas cinco categorias, sendo os 12 primeiros foram destacados a seguir. 

### Revezamento misto (8 km)
| Posição           | Nacionalidade  | Atleta                                                                                  | Tempo |
| ----------------- | -------------- | --------------------------------------------------------------------------------------- | ----- |
| Medalha de ouro   | Etiópia        | Kebede Endale, Bone Cheluke, Teddese Lemi, Fantu Worku                                  | 25:49 |
| Medalha de prata  | Marrocos       | Soufiane El Bakkali, Kaoutar Farkoussi, Abdelaati Iguider, Rababe Arafi                 | 26:22 |
| Medalha de bronze | Quênia         | Conseslus Kipruto, Jarinter Mawia Mwasya,,Elijah Motonei Manangoi, Winfred Nzisa Mbithe | 26:29 |
| 4                 | Estados Unidos | Kirubel Erassa, Shannon Osika, Jordan Mann, Eleanor Fulton                              | 27:01 |
| 5                 | Uganda         | Docus Ajok, Daniel Kiprop, Sylvia Chelangat, Ronald Musagala                            | 27:35 |
| 6                 | Espanha        | Víctor Ruiz, Cristina Espejo, Artur Bossy, Esther Guerrero                              | 27:47 |
| 7                 | Canadá         | Kevin Robertson, Regan Yee, Erica Digby                                                 | 27:57 |
| 8                 | Dinamarca      | Andreas Lindgreen, Dagmar Fæster Olsen, Laura Glans, Nick Jensen                        | 28:47 |
| 9                 | Tanzânia       | Yohana Elisante Sulle, Sisilia Ginoka Panga, Mayselina Issa Mbua, Marco Monko           | 28:48 |
| 10                | China          | Xinyan Zhang, Amu Mao, Xiaoqian Zhong, Yuxi Luo                                         | DSQ   |

### Masculino sênior (10 km)
Individual
| Posição           | Atleta              | Nacionalidade | Tempo |
| ----------------- | ------------------- | ------------- | ----- |
| Medalha de ouro   | Joshua Cheptegei    | Uganda        | 31:40 |
| Medalha de prata  | Jacob Kiplimo       | Uganda        | 31:44 |
| Medalha de bronze | Geoffrey Kamworor   | Quénia        | 31:55 |
| 4                 | Aron Kifle          | Eritreia      | 32:04 |
| 5                 | Selemon Barega      | Etiópia       | 32:16 |
| 6                 | Rhonex Kipruto      | Quénia        | 32:17 |
| 7                 | Thomas Ayeko        | Uganda        | 32:25 |
| 8                 | Andamlek Belihu     | Etiópia       | 32:29 |
| 9                 | Thiery Ndikumwenayo | Burundi       | 32:29 |
| 10                | Joel Ayeko          | Uganda        | 32:32 |
| 11                | Rodrigue Kwizera    | Burundi       | 32:37 |
| 12                | Albert Chemutai     | Uganda        | 32:46 |

Equipe
| Joshua Cheptegei | 1  |
| Jacob Kiplimo    | 2  |
| Thomas Ayeko     | 7  |
| Joel Ayeko       | 10 |

| Geoffrey Kamworor | 3  |
| Rhonex Kipruto    | 6  |
| Richard Yator     | 13 |
| Rodgers Kwemoi    | 21 |

| Selemon Barega  | 5  |
| Andamlak Belihu | 8  |
| Abdi Fufa       | 15 |
| Mogos Tuemay    | 18 |

### Masculino júnior (8 km)
Individual
| Posição           | Atleta                | Nacionalidade | Tempo |
| ----------------- | --------------------- | ------------- | ----- |
| Medalha de ouro   | Milkesa Mengesha      | Etiópia       | 23:52 |
| Medalha de prata  | Tadese Worku          | Etiópia       | 23:54 |
| Medalha de bronze | Oscar Chelimo         | Uganda        | 23:55 |
| 4                 | Leonard Kipkemoi Bett | Quénia        | 24:02 |
| 5                 | Tsegay Kidanu         | Etiópia       | 24:07 |
| 6                 | Hosea Kiplangat       | Uganda        | 24:08 |
| 7                 | Edwin Kiplangat Bett  | Quénia        | 24:18 |
| 8                 | Samwel Chebolei Masai | Quénia        | 24:19 |
| 9                 | Samuel Kibet          | Uganda        | 24:29 |
| 10                | Gebregewergs Teklay   | Etiópia       | 24:34 |
| 11                | Dinkalem Ayele        | Etiópia       | 24:36 |
| 12                | Jakob Ingebrigtsen    | Noruega       | 24:39 |

Equipe
| Milkesa Mengesha    | 1  |
| Tadese Worku        | 2  |
| Tsegay Kidanu       | 5  |
| Gebregewergs Teklay | 10 |

| Oscar Chelimo        | 3  |
| Hosea Kiplangat      | 6  |
| Samuel Kibet         | 9  |
| Mathew Job Chekwurui | 14 |

| Leonard Kipkemoi Bett | 4  |
| Edwin Kiplangat Bett  | 7  |
| Samwel Chebolei Masai | 8  |
| Charles Katul Lokir   | 15 |

### Feminino sênior (10 km)
Individual
| Posição           | Atleta                 | Nacionalidade | Tempo |
| ----------------- | ---------------------- | ------------- | ----- |
| Medalha de ouro   | Hellen Obiri           | Quénia        | 36:14 |
| Medalha de prata  | Dera Dida              | Etiópia       | 36:16 |
| Medalha de bronze | Letesenbet Gidey       | Etiópia       | 36:24 |
| 4                 | Rachael Zena Chebet    | Uganda        | 36:47 |
| 5                 | Peruth Chemutai        | Uganda        | 36:49 |
| 6                 | Tsehay Gemechu         | Etiópia       | 36:56 |
| 7                 | Beatrice Chepkoech     | Quénia        | 37:12 |
| 8                 | Eva Cherono            | Quénia        | 37:13 |
| 9                 | Deborah Samum          | Quénia        | 37:18 |
| 10                | Zenebu Fikadu          | Etiópia       | 37:24 |
| 11                | Fotyen Tesfay          | Etiópia       | 37:29 |
| 12                | Lilian Kasait Rengeruk | Quénia        | 37:35 |

Equipe
| Dera Dida        | 2  |
| Letesenbet Gidey | 3  |
| Tsehay Gemechu   | 6  |
| Zenebu Fikadu    | 10 |

| Hellen Obiri       | 1 |
| Beatrice Chepkoech | 7 |
| Eva Cherono        | 8 |
| Sentayehu Lewetegn | 9 |

| Rachael Zena Chebet | 4  |
| Peruth Chemutai     | 5  |
| Juliet Chekwel      | 13 |
| Esther Chebet       | 14 |

### Feminino júnior (6 km)
Individual
| Posição           | Atleta                    | Nacionalidade | Tempo |
| ----------------- | ------------------------- | ------------- | ----- |
| Medalha de ouro   | Beatrice Chebet           | Quénia        | 20:50 |
| Medalha de prata  | Alemitu Tariku            | Etiópia       | 20:50 |
| Medalha de bronze | Tsigie Gebreselama        | Etiópia       | 20:50 |
| 4                 | Sarah Chelangat           | Uganda        | 20:51 |
| 5                 | Girmawit Gebrzihair       | Etiópia       | 20:53 |
| 6                 | Betty Chepkemoi Kibet     | Quénia        | 21:03 |
| 7                 | Mizan Alem                | Etiópia       | 21:09 |
| 8                 | Wede Kefale               | Etiópia       | 21:14 |
| 9                 | Jackline Chepwogen Rotich | Quénia        | 21:17 |
| 10                | Lydia Jeruto Lagat        | Quénia        | 21:44 |
| 11                | Meselu Berhe              | Etiópia       | 21:46 |
| 12                | Mercy Chepkorir Kirarei   | Quénia        | 21:49 |

Equipe
| Alemitu Tariku      | 2  |
| Tsigie Gebreselama  | 3  |
| Girmawit Gebrzihair | 6  |
| Mizan Alem          | 10 |

| Beatrice Chebet           | 1  |
| Betty Chepkemoi Kibet     | 6  |
| Jackline Chepwogen Rotich | 9  |
| Lydia Jeruto Lagat        | 10 |

| Ayuka Kazama    | 14 |
| Ririka Hironaka | 15 |
| Chika Kosakai   | 21 |
| Hazuki Doi      | 22 |

## Quadro de medalhas
O quadro de medalhas foi publicado a seguir. 
| Ordem | País     | Medalha de ouro | Medalha de prata | Medalha de bronze | Total |
| ----- | -------- | --------------- | ---------------- | ----------------- | ----- |
| 1     | Etiópia  | 5               | 3                | 3                 | 11    |
| 2     | Japão    | 2               | 3                | 3                 | 8     |
| 3     | Quênia   | 2               | 2                | 2                 | 6     |
| 4     | Marrocos | 0               | 1                | 0                 | 1     |
| 5     | Uganda   | 0               | 0                | 1                 | 1     |
|       | TOTAL    | 9               | 9                | 9                 | 27    |

## Participação
Um total de 553 atletas de 59 países participou da competição. 
| - Argélia (8) - Argentina (2) - Equipe de atleta refugiado (2) - Austrália (23) - Bahrein (10) - Botswana (5) - Brasil (8) - Burundi (7) - Canadá (28) - Chile (2) - China (14) - Colômbia (2) - Chéquia (1) - Dinamarca (28) - Egito (2) - El Salvador (2) - Eritreia (16) - Etiópia (28) - França (16) - Alemanha (1) - Gana (1) | - Grã-Bretanha (24) - Hong Kong (2) - Índia (2) - Irlanda (6) - Itália (2) - Japão (22) - Cazaquistão (3) - Quénia (27) - Quirguistão (1) - Letónia (2) - Líbano (15) - Líbia (1) - Luxemburgo (2) - Malta (2) - Maurícia (1) - Marrocos (15) - Namíbia (2) - Nova Zelândia (16) - Níger (1) - Noruega (1) - Palestina (1) | - Peru (15) - Polónia (4) - Portugal (1) - Roménia (2) - Ruanda (4) - Seicheles (2) - Serra Leoa (4) - Somália (1) - África do Sul (21) - Espanha (24) - Sudão (1) - Suécia (3) - Suíça (1) - Tanzânia (16) - Turquia (1) - Uganda (27) - Ucrânia (4) - Estados Unidos (28) - Uruguai (2) - Zâmbia (3) - Zimbabwe (2) |